# Ginglet
Le ginglet désignait autrefois le vin local produit dans la vallée de l'Oise jusqu'en Île-de-France. Ce vin de qualité inégale et souvent aigrelet et pétillant était parfois aussi appelé « ginglard » ou « reginglard ». En picard, haut-normand et ch'ti, le verbe « gingler » signifie « sauter, folâtrer, gigoter ». À Paris et dans la vallée de la Marne, on l'appelait plutôt « guinguet », ce qui donna le mot guinguette.

## Histoire
Comme dans toutes les régions désormais non-viticoles, sa production commerciale destinée aux débits de boissons locaux cessa au moment de la Grande Guerre avec le phylloxera. Un demi-siècle auparavant le chemin de fer, permettant un approvisionnement en vin des régions méridionales, moins cher et de qualité plus constante, avait déjà considérablement fait reculer sa production. Quasiment disparue au milieu du XXe siècle la culture de la vigne a repris dans les dernières décennies sous la forme d'une vitiviniculture de loisir, de plaisance pratiquée par des passionnés. Des dizaines de petits vignobles associatifs, communaux ou particuliers (souvent composés d'une seule treille) recommencent à produire un vin local pour le plaisir et sans intention mercantile car le vin qui y est produit n'est pas commercialisé. Chaque année à la Foire Saint Martin de Pontoise a lieu le « Concours du Ginglet », destiné à récompenser les vignerons amateurs, producteurs locaux. Depuis les années 1930 le Ginglet était traditionnellement produit à partir de raisin de cépage baco, un hybride HPD de première génération très résistant aux maladies fongiques. Dans la période récente et sous l'impulsion de consultants professionnels, les vignobles communaux et associatifs choisissent plutôt de planter du pinot noir et du chardonnay, cépages qui sont censés produire un vin de meilleure qualité gustative mais qui sont très sensibles aux maladies fongiques et qui nécessitent de nombreux traitements.
L'appellation guinguet est reprise depuis 2017 par un vigneron de Joinville-le-Pont pour commercialiser la production de 400 pieds de vigne.